# Massimiliano Lelli
Massimiliano Lelli (Manciano, 2 december 1967) is een voormalig Italiaans wielrenner die actief was van 1989 t/m 2004. Lelli was een veelbelovend talent en had enkele hoge klasseringen in de Ronde van Italië. Naarmate zijn loopbaan vorderde kon hij deze belofte niet verder inlossen.

## Overwinningen
1990
- 4e etappe Tirreno-Adriatico

1991
- 12e etappe Giro d'Italia
- 16e etappe Giro d'Italia
- Jongerenklassement Giro d'Italia
- Ronde van Toscane
- 2e etappe Ronde van Frankrijk (ploegentijdrit) samen met Moreno Argentin, Davide Cassani, Bruno Cenghialta, Roberto Conti, Alberto Elli, Rolf Gölz, Marco Lietti en Rolf Sørensen

1992
- 4e etappe Giro di Puglia

1993
- Ronde van Toscane

1995
- Eindklassement Wielerweek van Lombardije
- Italiaans kampioen tijdrijden, Elite
- 4e etappe Settimana Ciclistica Lombarda
- 7e etappe Settimana Ciclistica Lombarda
- 8e etappe Settimana Ciclistica Lombarda
- Eindeklassement Settimana Ciclistica Lombarda

1996
- 2e etappe Ronde van Portugal
- 4e etappe Ronde van Portugal
- 5e etappe Ronde van Portugal
- 9e etappe Ronde van Portugal
- 12e etappe Ronde van Portugal
- 14e etappe Ronde van Portugal
- Eindklassement Ronde van Portugal

1997
- USPro Ch'ship

2003
- Eindklassement Ronde van de Limousin

## Resultaten in voornaamste wedstrijden
| Jaar | Ronde van Italië | Ronde van Frankrijk | Ronde van Spanje |
| ---- | ---------------- | ------------------- | ---------------- |
| 1989 | opgave           |                     |                  |
| 1990 | 9e               |                     |                  |
| 1991 | ↑ (2)            | opgave              |                  |
| 1992 | 12e              | opgave              |                  |
| 1993 | 4e               |                     |                  |
| 1994 | opgave           |                     | 23e              |
| 1995 | opgave           | 43e                 |                  |
| 1996 |                  | 25e                 | opgave           |
| 1997 |                  | 47e                 |                  |
| 1998 |                  | 36e                 |                  |
| 1999 |                  | 34e                 | 49e              |
| 2000 |                  | 27e                 |                  |
| 2001 |                  | 67e                 | 44e              |
| 2002 |                  | 14e                 | opgave           |
| 2003 |                  | 15e                 |                  |

| Jaar | Milaan-San Remo | Amstel Gold Race | Luik-Bast.‑Luik | Ronde van Lombardije | Waalse Pijl |
| ---- | --------------- | ---------------- | --------------- | -------------------- | ----------- |
| 1989 |                 |                  |                 |                      |             |
| 1990 |                 |                  | 134e            |                      | 89e         |
| 1991 |                 | 97e              |                 |                      | 35e         |
| 1992 |                 |                  |                 | 15e                  | 52e         |
| 1993 | 56e             |                  | 17e             |                      | 13e         |
| 1994 |                 |                  | 49e             |                      | 26e         |
| 1995 | 61e             |                  |                 |                      |             |
| 1996 |                 |                  |                 |                      |             |
| 1997 | 114e            |                  |                 |                      |             |
| 1998 | 100e            |                  |                 |                      |             |
| 1999 | 75e             |                  |                 |                      |             |
| 2000 | 66e             | 37e              | 40e             |                      | 17e         |
| 2001 | 74e             |                  | 21e             |                      | 48e         |
| 2002 | 92e             |                  |                 |                      |             |
| 2003 | 55e             |                  |                 |                      |             |